# أليسيا كارا
اسمها الكامل أليسيا كاراتشيلو (بالإيطالية: Alessia Caracciolo)‏ واسمها الفني أليسيا كارا (بالإنجليزية: Alessia Cara)‏ هي مغنية وكاتبة أغاني كندية ولدت في يوم 11 يوليو 1996 في مدينة برامبتون في أونتاريو في كندا، بدأت الغناء في سنة 2011 بعد تعاقدها مع شركة تسجيلات ديف جام وعرفت بأغنية Here التي احتلت المراتب العشرين الأولي في كندا ودخلت ضمن المراتب الخمسة الأولي في بيلبورد الولايات المتحدة وكما وصل عدد مشاهداتها إلى أكثر من 98 مليون مشاهدة على موقع يوتيوب بعد سنة من صدورها، أطلقت بعد ذلك أولي ألبوماتها تحت اسم«أعرفها كلها» (بالإنجليزية: i know it _all)‏ تحديدا سنة 2015، حققت ثالث أغنية في الألبوم وهي «ندوب في الجمال» (بالإنجليزية: scars to beautiful)‏ نتائج مبهرة باحتلالها لأحد المراكز العشرة الأولي في الولايات المتحدة الأمريكية، أطلقت سنة 2017 أغنيتها الجديد رفقة منسق الإسطونات العالمي DJ zedd ,زيد تحت مسمي «ابقي» (بالإنجليزية: stay)‏ واحتلت هذه الأخيرة المركز السابع في البيلبورد الأمريكي لتكون بذلك ثالث أغنية لها تحتل إحدى المراكز العشرة الأولي في تصنيف الأغاني الأمريكية.

## نشأتها
ولدت أليسيا كارا في أونتاريو في كندا ويعود أصل والدي هذه المغنية إلى كالابريا في إيطاليا إذ ولد أبوها في كندا من عائلة إيطالية أما أمها فهي مهاجرة إيطالية. دخلت أليسيا مدرسة كاثولكية كما تعلمت القيتار في عمر العشرة سنوات وأنشأت قناة علي اليوتيوب في عمر الرابع عشر تؤدي من خلالها الأغاني المشهورة وهو ما أدي لاكتشاف موهبتها

## روابط خارجية
- أليسيا كارا على موقع IMDb (الإنجليزية)
- أليسيا كارا على موقع ميوزك برينز (الإنجليزية)
- أليسيا كارا على موقع أول ميوزيك (الإنجليزية)
- أليسيا كارا على موقع ديسكوغز (الإنجليزية)
- أليسيا كارا على موقع ديسكوغز (الإنجليزية)
- أليسيا كارا على موقع قاعدة بيانات الفيلم (الإنجليزية)